# 美姑脊蛇
美姑脊蛇（学名：Achalinus meiguensis）为游蛇科脊蛇属的爬行动物。其种加词“meiguensis”意为“四川美姑县的”。
在中国大陆，分布于四川等地，生活习性为穴居。其一般生活于山区常绿阔叶林带。其生存的海拔范围为1200至2520米。该物种的模式产地在四川美姑。

## 保护
本种于2023年被收录入《有重要生态、科学、社会价值的陆生野生动物名录》。